# Broken Bells (album)
Broken Bells è il primo album discografico del gruppo musicale alternative rock statunitense Broken Bells, pubblicato nel marzo 2010.

## Premi e nomination
L'album ha avuto una candidatura ai Grammy Awards 2011 nella categoria "miglior album di musica alternativa".

## Promozione
Il primo singolo estratto è stato The High Road, pubblicato in download gratuito dalla band nel dicembre 2009.
Nel periodo successivo è stato diffuso il video del brano The Ghost Inside, interpretato dall'attrice Christina Hendricks.

## Tracce
1. The High Road – 3:52
2. Vaporize – 3:30
3. Your Head Is on Fire – 3:04
4. The Ghost Inside – 3:19
5. Sailing to Nowhere – 3:46
6. Trap Doors – 3:19
7. Citizen – 4:29
8. October – 3:40
9. Mongrel Heart – 4:24
10. The Mall & Misery – 4:07

## Formazione
- Brian Burton - organo, synth, basso, piano, batteria, programmazione, produzione
- James Mercer - basso, chitarra, voce

## Classifiche
| Classifica (2010) | Posizione raggiunta |
| ----------------- | ------------------- |
| Canada            | 16                  |
| Stati Uniti       | 7                   |
| Regno Unito       | 47                  |